# Christian Grave
Christian Grave (omkring 1701 – 11. november 1763) var en dansk præst og historiker.
Christian Grave er efter eget opgivende født 1701, men er rimeligvis født 1700, da han ligeledes siger, at hans fader, Niels Cortsen Grawenhorst, der blev begravet 14. oktober 1707 som præst i Tern, døde, da han var 8 år gammel. Moderen, Helene født Grawe (født 1675), døde 19. marts 1756. Efter 3 års privat undervisning kom han i Viborg skole og blev her fra student 1719, drog straks fra København til Norge, hvor han i 3 år var huslærer, drog så tilbage til København og tog i 1 år eksamen philosophicum og theologicum 1723.
Han drog nu atter op til Norge og var i 3 år lærer ved skolen på Bragernæs, blev så af direktionen for Ostindisk Kompagni kaldet til præst og sejlede ud med skibet "den gyldne Løve". Med dette led han skibbrud på Irlands kyst, kom blandt onde mennesker, blev udplyndret, men måtte blive her "inter barbaros" ("blandt barbarerne") et helt år. Da han endelig slap løs, drog han til Oxford, hvor han i yderste fattigdom studerede og så, hvad han kunne få se, indtil det lykkedes ham at komme tilbage til København, hvor han 1732 blev udnævnt til sognepræst i Idom i Ribe Stift. Han bad sig fri for dette ringe embede og søgte i stedet et kapellani i Norge, som han straks fik i Rygge og Moss, hvor han året efter blev sognepræst.
1745 blev han tredjepræst i Christiania og 1747 sognepræst til Eker, fik 1748 titel af professor antiqvitatum patriæ og døde som en velstandsmand 1763. Han var et af de ældste medlemmer af det af Jacob Langebek stiftede Selskab for Fædrelandets Historie og Sprog og indlagde sig megen fortjeneste ved at opsøge oldsager, gamle dokumenter og skrifter.
I den eneste bog, han har udgivet, Prisca et nova Egerana (1749), en hilsen på vers til Frederik 5. på hans rejse gennem Eker, viser han sig som en mand, der med flid har gennemsøgt egnen, og hans anmærkninger er oplysende og betegnende for oldgranskningens standpunkt på denne tid. Som teolog har han måske hældet til pietismen, da han udtaler sig rosende om Philipp Jacob Spener. Han var en dygtig landmand og blev 1751 delejer i det såkaldte norske Kompagni ("det sorte Kompagni") til Ophjælpelse af Industrien, navnlig glasværkerne.
Gift 1. (3. juli 1732) med Maren Mortensdatter Lerche (født 12. marts 1708, død på Rygge 5. maj 1743), datter af Morten Larsen Lerche, aftensangspræst på Bragernæs, og Dorothea Cathrine Walther; 2. (27. maj 1744) med Christence Plade (født i Christiania, døbt 30. december 1697, død på Strømø 7. oktober 1775), datter af købmand Gregers Jensen Plade og Sara Madsdatter.